# Las Palmas Cove
Die Las Palmas Cove (spanisch Caleta Las Palmas) ist eine kleine Nebenbucht am Ostufer der South Bay an der Südküste der Livingston-Insel im Archipel der Südlichen Shetlandinseln. Sie liegt zwischen dem Henry Bluff und dem Salisbury Bluff.
Spanische Wissenschaftler benannten sie 1991 nach dem Schiff Las Palmas. Das UK Antarctic Place-Names Committee übertrug diese Benennung 2003 ins Englische.